# Harun Bughra Khan
Harun Bughra Khan (Ali ibn Hàssan) (mort 1034), esmentat generalment a les cròniques com a Alitigin, fou un kan de la branca hassànida o occidental dels karakhànides, que va governar a Transoxiana al començament del segle xi.
De la seva vida només es coneix el seu conflicte amb els gaznèvides Mahmud ben Sebuktegin (998-1030) i Masud I ben Mahmud (1030-1040).
El 1017 va pujar al tron karakhànida Mansur Arslan Khan ben Ali Nur al-Dawla que el va fer empresonar però Ali ibn Hasan va poder fugir i es va assegurar el domini de les bandes de turcmans oghuz dirigits per Arslan Israil ibn Saldjuk que anteriorment havien estat rebutjades cap a Coràsmia.
Amb el seu ajut va conquerir Bukharà el 1020 o 1021 i va estendre el seu poder sobre Sogdiana adoptant el títol totèmic de Yigantigin i la denominació oficial d'Arslan Ilig. Amb un domini ben assentat a Bukharà i Samarcanda aviat va esdevenir una forçà important de la zona que el va portar a l'enfrontament amb el seu germà Yusuf Kadir Khan que dominava Kaixgar i Khotan, el qual es va aliar amb el sultà gaznèvida Mahmud contra Alitegin i els seus oghuz.
El 1024 Mahmud va envair la Transoxiana i Alitegin va haver de fugir cap a les estepes. Yusuf Kadir Khan i Mahmud de Gazni van signar una aliança formal segellada amb matrimonis (1025); però després Alitegin va retornar i va derrotar el seu germà al que va obligar a evacuar Transoxiana; segurament Mahmud de Gazni no va fer tot el que va poder per ajudar al seu aliat, ja que no volia l'enfonsament de Bughra i l'ascens excessiu de Yusuf.
El 1031/1032 Alitegin apareix dominant Transoxiana amb el títol de Tamgač Bughra Kara Kakhan i portant (segons les monedes) els títols honorífics de Baha al-Dawla, Kutb al-Dawla, Nasr al-Mella i Adud al-Din. Masud I ben Mahmud va continuar la política paterna d'hostilitat contra Bughra (Alitegin) encara que el 1030 havia contactat amb ell per buscar el seu ajut en la lluita pel tron a Gazni; però ara Masud planejava arrabassar Transaxonia a Bughra i donar-la al segon fill de Yusuf, Muhammad Bughra Khan.
Amb aquest objectiu va enviar forces sota el comandament de Altuntash (xa de Coràsmia) des de Coràsmia (1032) i es va lliurar una batalla de resultat incert prop de Bukharà, a Dabusiya. Altuntash va quedar mortalment ferit però les seves forces es van poder retirar en bon ordre, i poc després es va signar la pau.
El fill i successor d'Altuntash, Harun ibn Altuntash, va mostrar signes de rebel·lia contra Gazni i el 1034 es va aliar a Bughra i van planificar un atac conjunt al nord de Khurasan, quan Alitigin o Bughra Khan va morir; els seus fills Yusuf i Arslan Tigin van voler conservar el domini patern però en pocs anys van haver de renunciar a favor del kan karakhànida oriental Boritigin o Tamgač Khan Ibrahim Abu Ishak (vers 1052-1068)